# Haavakannu
Haavakannu est un village de la Commune de Kuusalu dans le Harjumaa en Estonie. Au 1er janvier 2012, le village comptait dix habitants.